# Westland Lysander
O Westland Lysander foi um avião de ligação britânico produzido pela Westland Aircraft desenvolvido antes da Segunda Guerra Mundial. Depois de estar ultrapassado pela tecnologia aeronáutica, o avião tornou-se excepcional para uso em pequenas pistas e em missões clandestinas. Foi usado na França ocupada em apoio à resistência francesa.